# Eueneto
Eueneto fue considerado el acuñador de moneda más importante de la antigüedad. Trabajó en el último tercio del siglo V a. C. en Sicilia.